# Apogon monospilus
Apogon monospilus är en fiskart som beskrevs av Fraser, Randall och Allen 2002. Apogon monospilus ingår i släktet Apogon och familjen Apogonidae. Inga underarter finns listade i Catalogue of Life.